# Streit um den Knaben Jo
Streit um den Knaben Jo ist ein deutsches Spielfilmmelodram aus dem Jahre 1937 von Erich Waschneck mit Lil Dagover und Willy Fritsch in den Hauptrollen. Die Titelrolle verkörpert der nach dem Zweiten Weltkrieg als Fernsehfilmregisseur bekannt gewordene, damals knapp elfjährige Filmdebütant Eberhard Itzenplitz. Die Geschichte basiert auf einem Illustrierten-Fortsetzungsroman von Hedda Westenberger.

## Handlung
Die Geschichte spielt in Kairo. Leontine Brackwieser ist ebenso glücklich wie wohlhabend mit dem schon etwas älteren Bankier Thomas Brackwieser verheiratet. Beide haben mit Erwin einen knapp dreizehnjährigen Sohn, den Leontine abgöttisch liebt. Einzig dass sich kaum Eigenschaften der Eltern in ihm wieder finden, hat Leontine bislang verwundert. Als sie eines Tages infolge eines Auffahrunfalls ihres Autos mit einem Eselskarren einen europäischen Jungen kennenlernt, der auf sie wie ein Ebenbild ihres Gatten wirkt, ist Leontine wie elektrisiert. Sie glaubt fest daran, dass dies ihr wirklicher Sohn sein müsse und dass jener fremde Junge, ein gewisser Jo Frank, bei der Geburt mit ihrem Erwin vertauscht worden sein müsse. Tatsächlich wurden beide Knaben in derselben Klinik am selben Tag, einem 10. Januar, geboren. Der Gedanke eines versehentlichen Babytauschs wird zur fixen Idee, und Leontine sucht die Mutter Jos auf, die Modeschneiderin Helga Frank, um von ihr die Erlaubnis zu erbitten, bei Jo einen Blut- und Abstammungstest durchführen lassen zu können. Frau Frank will davon jedoch nichts wissen. Die panische Angst treibt sie um, dass diese reiche, fremde Frau ihr lediglich den Sohn entreißen will, den einst ihr früh verstorbener Mann mit in die Ehe gebracht und den sie im Lauf der Jahre sehr lieb gewonnen hatte. 
Leontines Gedanken und Gespräche kreisen nur noch um dieses eine Thema, und eines Tages hört Erwin zufälligerweise mit. Er zieht daraus den Schluss, dass seine Mutter den fremden Junge lieber hat als ihn und dass seine Tage im Hause Brackwieser gezählt sein könnten. Erwin sucht die Nähe des Knaben Jo, um den ein Streit entbrannt ist, und beide Jungs werden Freunde. Da Erwin angesichts dieser angespannten Lage daheim todunglücklich ist, beschließen die beiden Jungs auszubüchsen. Sie verlassen die Stadt und finden Unterschlupf in einer armseligen Behausung. Erwin erkältet sich und wird krank. Jo pflegt seinen Freund so gut er kann. Doch dann verschlechtert sich der Zustand Erwins, und Jo sieht sich genötigt, angesichts der sich heranbildenden Lungenentzündung einen Arzt zu holen. In der Zwischenzeit stirbt Frau Brackwieser fast vor Sorge um ihren entschwundenen Sohn und beginnt allmählich umzudenken. Das Schlimmste kann verhindert werden, und Erwin kehrt nach Hause zurück. Jos Ähnlichkeit mit Herrn Brackwieser, so stellt sich heraus, liegt darin begründet, dass sein verstorbener Erzeuger Peter Brackwieser ein Vetter Thomas Brackwiesers war. Und da Leontines Bruder Hans Eckardt, der ihr in der ganzen Zeit zur Seite gestanden hatte, sich zwischenzeitlich in Jos Mutter Helga verliebt hat, werden die beiden ein Paar, sodass Jo nun auch einen neuen Vater bekommt.

## Produktionsnotizen
Streit um den Knaben Jo wurde mit den Außenaufnahmen in Kairo in den Monaten Mai/Juni 1937 begonnen. Die Atelieraufnahmen folgten ab dem 17. Juni 1937. Der Film wurde am 23. September 1937 in Berlins Capitol-Kino uraufgeführt. 
Fanal-Film-Chef und Produzent Hermann Grund übernahm auch die Herstellungsleitung, Willi Wiesner die Produktionsleitung. Otto Hunte und Willy Schiller gestalteten die Filmbauten. Hermann Fritzsching kümmerte sich um den Ton, Hans Natge erstellte die Standfotos. Komponist Georg Haentzschel übernahm auch die musikalische Leitung, die Liedtexte schrieb ihm Hans Fritz Beckmann. Kostümbildnerin Grete Waschneck war die Ehefrau des Regisseurs.
Trotz der aufwendigen Außenaufnahmen kostete der Film nur etwa 688.000 RM.

## Wissenswertes
Der ägyptische Darsteller Serag Monier stand hier erstmals für einen deutschen Film vor der Kamera. Er folgte anschließend dem deutschen Aufnahmeteam nach Berlin, wo er bis kurz vor Kriegsausbruch 1939 in einer Reihe weiterer deutscher Filmproduktionen mitwirkte.

## Kritiken
Die Österreichische Film-Zeitung konstatierte eine „fesselnde Handlung“ und eine starke Einfühlungsgabe des Regisseurs Erich Waschneck.
Das Interessante Blatt verortete bei der Geschichte eine „geistige Abenteuerlichkeit“, aber auch mangelnde Wirklichkeitsnähe. Ferner hieß es: „Der Regisseur Erich Waschneck läßt darum vielleicht auch das Ganze im Dämmerlicht seelischer Spannungen abrollen, die am stärksten von Lil Dagover, der zweifelnden Mutter, und den beiden Buben Claus Detlef Sierck und Eberhard Itzenplitz erfüllt werden.“
Im Lexikon des Internationalen Films heißt es: „Der exotische Schauplatz in Ägypten überlagert die vielen Unglaubwürdigkeiten dieses Melodrams, dem die beiden begabten Jungschauspieler noch das Beste abgewinnen.“